# Panamerikanische Spiele 2019/Leichtathletik – 100 m Hürden der Frauen
Der 100-Meter-Hürdenlauf der Frauen bei den Panamerikanischen Spielen 2019 fand am 7. und 8. August im Villa Deportiva Nacional in der peruanischen Hauptstadt Lima statt.
15 Läuferinnen aus zehn Ländern traten zu den Läufen an. Die Goldmedaille gewann Andrea Vargas nach 12,90 s, Silber ging an Chanel Brissett mit 12,99 s und die Bronzemedaille gewann Megan Simmonds mit 13,01 s.

## Rekorde
Vor dem Wettbewerb galten folgende Rekorde:
| Weltrekord        | Kendra Harrison | 12,20 s | Olympische Spiele in London, Vereinigtes Königreich | 22. Juli 2016 |
| Rekord der Spiele | Queen Harrison  | 12,52 s | Panamerikanische Spiele in Toronto, Kanada          | 21. Juli 2015 |

## Halbfinale
Aus den zwei Halbfinalläufen qualifizierten sich die jeweils drei Ersten jedes Laufes – hellblau unterlegt – und zusätzlich die zwei Zeitschnellsten – hellgrün unterlegt – für das Finale.

### Lauf 1
7. August 2019, 15:00 Uhr

Wind: +0,1 m/s
| Platz | Bahn | Athletin                | Land               | Zeit (s) |
| ----- | ---- | ----------------------- | ------------------ | -------- |
| 1     | 5    | Andrea Vargas           | Costa Rica         | 12,75 PB |
| 2     | 4    | Sharika Nelvis          | Vereinigte Staaten | 12,85    |
| 3     | 7    | Megan Simmonds          | Jamaika            | 13,10    |
| 4     | 6    | Génesis Romero          | Venezuela          | 13,18    |
| 5     | 2    | Devynne Charlton        | Bahamas            | 13,49    |
| 6     | 3    | Maribel Caicedo         | Ecuador            | 13,53    |
| 7     | 8    | Keira Christie-Galloway | Kanada             | 13,57    |
|       | 9    | Jenea McCammon          | Guyana             | DNF      |

### Lauf 2
7. August 2019, 15:10 Uhr

Wind: +0,5 m/s
| Platz | Bahn | Athletin          | Land               | Zeit (s) |
| ----- | ---- | ----------------- | ------------------ | -------- |
| 1     | 6    | Yanique Thompson  | Jamaika            | 12,90    |
| 2     | 3    | Pedrya Seymour    | Bahamas            | 12,94    |
| 3     | 4    | Vanessa Clerveaux | Haiti              | 12,99    |
| 4     | 7    | Chanel Brissett   | Vereinigte Staaten | 13,08    |
| 5     | 2    | Diana Bazalar     | Peru               | 13,25 PB |
| 6     | 8    | Yoveinny Mota     | Venezuela          | 13,60    |
| 7     | 5    | Phylicia George   | Kanada             | DNS      |

## Finale
8. August 2019, 16:45 Uhr

Wind: +0,1 m/s
| Platz | Bahn | Athletin          | Land               | Zeit (s) |
| ----- | ---- | ----------------- | ------------------ | -------- |
|       | 4    | Andrea Vargas     | Costa Rica         | 12,82    |
|       | 2    | Chanel Brissett   | Vereinigte Staaten | 12,99    |
|       | 9    | Megan Simmonds    | Jamaika            | 13,01    |
| 4     | 6    | Yanique Thompson  | Jamaika            | 13,11    |
| 5     | 7    | Pedrya Seymour    | Bahamas            | 13,12    |
| 6     | 8    | Vanessa Clerveaux | Haiti              | 13,17    |
| 7     | 5    | Sharika Nelvis    | Vereinigte Staaten | 13,23    |
| 8     | 3    | Génesis Romero    | Venezuela          | 13,44    |